# Златко Манойлович
Златко Манойлович (на сърбохърватски: Златко Манојловић), роден през 1951 г. в Белград, е сръбски рок китарист и певец. Известен е като фронтмен на прогресив рок групата Дах и на хеви метъл групата Gordi, както и със своята солова кариера. Женен е за певицата Изолда Баруджия, с която са имали заедно музикалния проект Vox.

## Биография
Професионалната музикална кариера на Манойлович започва през 1969 г., когато става китарист в рок групата Džentlmeni. Групата се разделя през 1972 г. Заедно с Бранислав Марушич, Манойлович сформира прогресив рок групата Дах през 1972 г. След издаването на дебютния си албум Veliki cirkus през 1974 г. те се преместват в Белгия и променят името си на Land. В Белгия те издават англоезичния албум Cool Breeze. Те се завръщат в Югославия през 1976 г., възстановяват старото име на групата и издават албума Povratak. Малко след това групата се разделя. Впоследствие Манойлович сформира хард рок групата Gordi през 1977 г., която издава пет албума. Групата се разделя през 1984 г.
Манойлович започва соловата си кариера през 1975 г. и издава редица сингли през 70-те години. Той има хит с инструментала Jednoj ženi през 1977 г. Той издава първия си солов албум, Zlatko i ngoje gitare, през 1980 г., който се състои само от самостоятелно композирани инструментали и кавър версия на композицията Nuages на Джанго Райнхард. Манойлович напуска Югославия през 1984 г. и през 80-те години на XX век е активен като музикален продуцент, успоредно със соловата си кариера. Заедно със съпругата си Изолда Баруджия той е член на проекта Vox и издават два студийни албума. Двойката живее в Германия, в която Златко е известен като Зед Мичъл.

## Дискография

### Солови албуми
- Zlatko i njegove gitare (1980)
- Zlatko (1982)
- Jednoj ženi (1983)
- Zlatko (1986)
- Blue Heart (1994)
- Zlatko (1995)
- Zlatko (1997)

### С Dah
- Šošana (1974)
- Veliki cirkus (1974)
- Cool Breeze (1975)
- Povratak (1976)

### С Gordi
- Čovek (1978)
- Gordi 2 (1979)
- Gordi 3 (1979)
- Pakleni trio (1981)
- Kraljica smrti (1982)

### С Vox
- Vox (1996)
- Vox (1998)